# Roger Mbassa Ndine
Roger Victor Mbassa Ndine est un économiste et homme politique camerounais, né le 22 octobre 1954 à Douala (Cameroun français), il est élu maire de la ville de Douala en mars 2020,.

## Biographie

### Enfance, éducation et débuts
Formé en Allemagne de 1981 à 1984, Roger Mbassa Ndine est Docteur en économie de l'Université de Mannheim (Allemagne de l'Ouest). En 1988, il devient expert en programmation économique et financière du FMI.

### Carrière
Roger Mbassa Ndine a été PCA de AES Sonel et secrétaire général du ministère de l’Économie, de la Planification et de l’Aménagement du territoire de 2005 à 2010.

### Politique
Il est sénateur et maire de la ville de Douala.

## Distinctions
- Commandeur de l'ordre de la Valeur du Cameroun en 2020[6].
- Dignité de Grand Officier du Cameroun en 2024[2]